# Andrena microchlora
Andrena microchlora är en biart som beskrevs av Cockerell 1922. Andrena microchlora ingår i släktet sandbin, och familjen grävbin. Inga underarter finns listade i Catalogue of Life.